# Siroki vár
A siroki vár a Mátra északkeleti részén Sirok fő nevezetessége.

## A vár története

### A kezdetek
A Mátra keleti részén egy magányos vulkáni hegycsúcs, a 296 m magas Várhegy tör az égbolt felé, rajta Sirok várának falaival. A siroki vár legrégibb története és nyoma még az avarok idejére nyúlhat vissza, akik (egyes feltételezések szerint) a védelemre oly kitűnően alkalmas Várhegyet megerősítették, és állandó állomáshelyet telepítettek ide. Uralmuk után a 8. század idején a benyomuló szláv törzsek szállták meg, és saját céljaiknak megfelelően átépítették.

### Árpád-kor
A honfoglalást követően Sirok és környéke az Aba nemzetség Birh-Bodon-ágának birtoka lett, akik a régi pogány időkben emelt erősséget jelentősen átalakították, és a mai felsővár területén új, jóval erősebb várat építettek. Mindezekre a régészeti feltárások találtak valószínű bizonyítékot.
Oklevélen először 1320-ban említik e helyet, amikor a felvidéki vármegyékből saját magántartományt erőszakkal létrehozó Csák Mátéhoz csatlakozott Birh-Bodon leszármazótól, Demetertől, Anjou Károly parancsára, Dózsa erdélyi vajda, valamint Drugeth Fülöp szepesi főispán vezetésével a királyi hadak ostrommal elfoglalták a várat.
1324-ben az Aba nemzetség másik ágából származó Kompolthy Imrét tették meg várnaggyá, aki e tisztséget - a megmaradt iratok szerint - még 1339-ben is viselte. Közben a király 1331-ben egy Chenyk nevű cseh vitéznek adományozta a várat, amely 1337-ben ismét a királyi birtok lett. 1372-ben Domoszlai Miklós királyi várnagy kétezer aranyforint értékben kijavította a sérüléseit, amiért az akkori uralkodó, Nagy Lajos zálogba adta neki a váruradalmat. 1388-ban Tari László káptalan, a zálogösszeget kifizette Domoszlai Miklósnak, majd 1390. április 16-án kelt adománylevelében - új adományként - a váci káptalant iktatták be a vár tulajdonosaként. A Tari család bonyodalmas örökösödési és jogi ügyeinek a következtében 1465-ben Guthi Országh Mihály és Kompolti Miklós lettek a vár urai. Őket 1475-ben Hunyadi Mátyás erősítette meg a birtokukban.

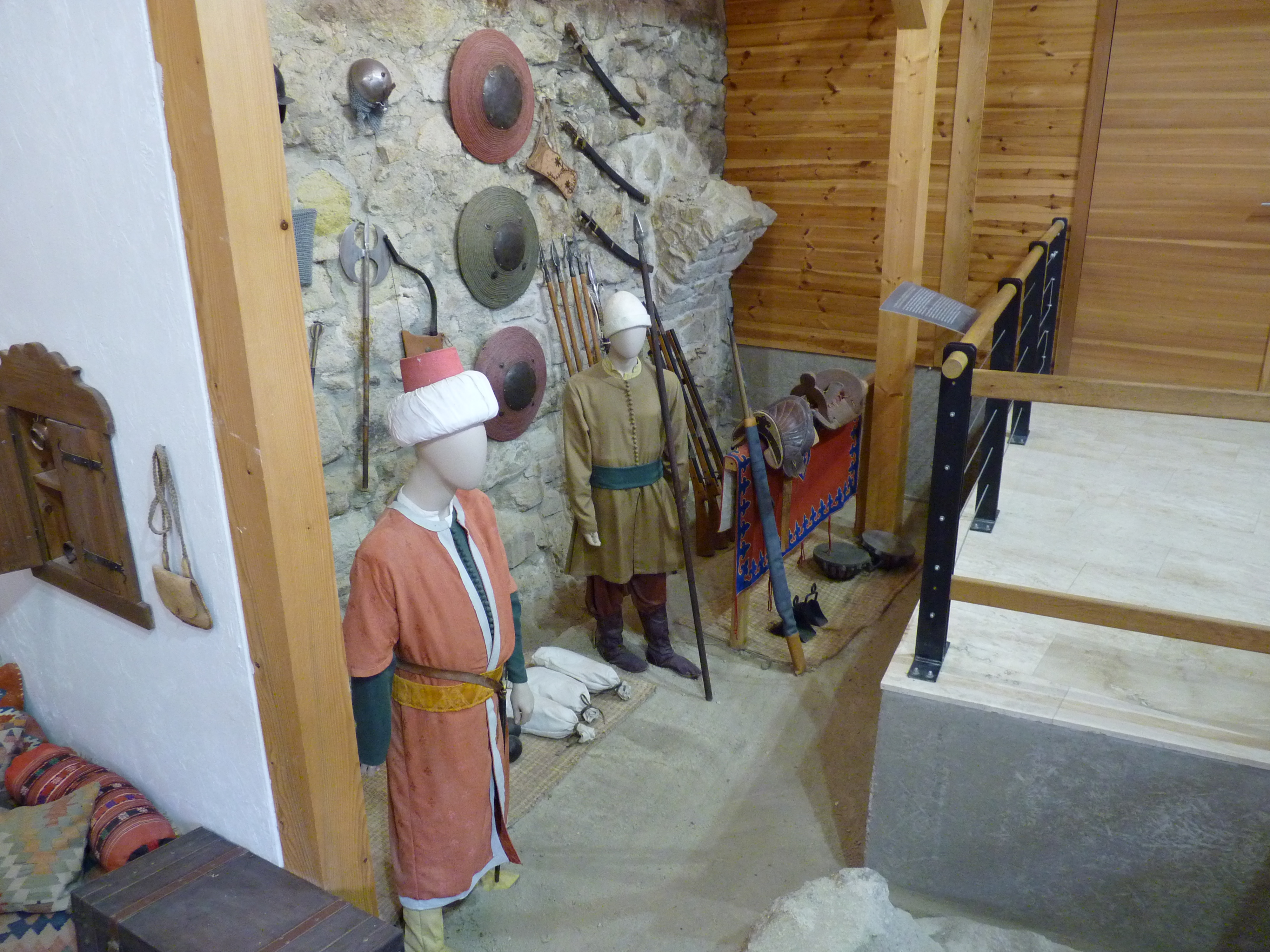
Részlet a török időket bemutató kiállításból

### Török idők
1561-ben Országh Kristóf a gönci részleges országgyűlés rendeletének eleget téve korszerűsítette a felsővárat és kiépítette az alsóvárat a három ó-olasz típusú bástyával. Az őrséget pedig 100 jól felszerelt lovaskatonával egészítette ki. Így már Sirok is beépülhetett a végvári rendszerbe mint Eger legerősebb elővára, Cserépvár és Szarvaskővár mellett. Az ő birtoklása alatt élte fénykorát a vár. Kristóf 1567-ben fiú örökös nélkül halt meg, így egyebek között Sirokot húga, Országh Borbála, illetve az ő férje, Enyingi Török Ferenc örökölte. Haláluk után Zsuzsanna lányuk és férje, Nyáry Pál lettek a birtokosok.
1588-ra a vár ismét elég rossz állapotba került, így 1596-ban Eger elestének a hírére Kótaji Benedek és Helmeczy János várnagyok a rosszul felszerelt, kevés számú őrséggel együtt a várat elhagyták, így még abban az évben Ali és Ahmed pasa vezetésével a török csapatok kardcsapás és ostrom nélkül foglalták el. A pasák legfontosabb feladatai közé tartozott a környékbeli lakosság adóztatása és a magyar végvárak mögötti rablóportyák végrehajtása. A hódítók mindamellett gondot fordítottak a siroki várra. Külső falait egy lebontott templom köveivel megvastagították, és számtalan fa építményt tákoltak a falak tövébe. Amikor Doria János 1687-ben Eger várát ostrom alá vette, a siroki vár török őrsége az egri védők segítségére sietett. A védelem nélkül maradt vár ostrom nélkül került a magyarok kezére a felszereléssel és élelmük egy részével együtt. A vár elvesztette hadi jelentőségét, és idővel az állapota tovább romlott.

### A jelentőségét vesztett vár
1694-ben Bagni márki birtoka lett, aki komoly anyagi erőket megmozgatva rendbe hozatta a várat és császári őrséggel látta el. A II. Rákóczi Ferenc vezette szabadságharc alatt a vár hadi szerepet nem játszott, ennek ellenére a császári erők - a többi veszélyesnek tűnő várral együtt - a siroki várat is megrongálták (1713), hogy elkerüljenek minden ehhez hasonló katonai vonatkozású rebelliót.
A vár ettől kezdve pusztult, csak várromként volt nyilvántartva. Az osztrák vezetésnek nem állt érdekében rendbetételét finanszírozni. A várnak több tulajdonosa is volt: Báró Orczyné, majd a Novotny, később a Vécsey család birtokához tartozott. A későbbi időkben ismét a Nyáry család kezére került a vár, tőlük 1842-ben gróf Károlyi György vette meg. A lakhatatlan vár a család tulajdonában maradt 1945-ig.

### Állami tulajdonlás
Az állam tulajdonába került vár felújítására sokáig nem jutott pénz. A régészeti feltárások 1965 és 1972 között folytak Kovács Béla régész vezetésével. Ez idő alatt az alsóvár teljes feltárására és az északkeleti sziklafolyosó kutatásának megkezdésére volt lehetőség. A felsővárban a földalatti folyosók és termek nagy részét megtisztították a törmelékektől. A várat 1994-ben a nemzeti örökség részévé nyilvánították. Az erősen omladozó falak első megerősítésére 1996-ban került sor. Ennek során a magasan álló falak falkorona védelme, a kút-ciszterna lefedése, a felvezető sziklafolyosó biztonságosabbá tétele és a sziklafelszín repedéseinek injektálása készült el, korántsem teljes körűen.
A Kincstári Vagyoni Igazgatóság a Széchenyi Terv Várprogramja keretében első lépésként 2002-ben a felvezető utat építtette ki és lefektette az összes közművezetéket. A munkákat régészeti felügyelettel végezték, majd a következő évben a felsővárban szondázó feltárások voltak. A talált leletek színvonala nagy reményeket keltett a 2011-ben kezdődő szisztematikus feltárások iránt. A kutatás a felsővár nyugati vége felől haladt a vár középpontja felé. 
Az alsóvár helyreállítási terveit Albert Tamás vezető tervező irányításával az ÁMRK készítette. A Műemlékek Nemzeti Gondnoksága 2009-ben pályázatot nyújtott be a rekonstrukcióra, és 365 millió forintos uniós forrásból 2010 végén kezdte el az alsóvár felújítását. A projekt során az összes fal megerősítése, konzerválása elkészült. Több helyen jelentős falmagasítások készültek, a romkontúr megtartásával. A két lövegtorony (bástya) eredeti fa födémjeinek rekonstrukciójával kilátóteraszok, alattuk fedett terek jöttek létre. Az egykori kőfalú istállóépület felhasználásával zárt kiállítóteret és vizesblokkot alakítottak ki. Az igazi attrakció az ellensúlyos szerkezetű felvonóhíd működőképes rekonstrukciója. A várnyerget megtisztították és padokkal, asztalokkal látták el, így rendezvényeken kívül piknikezésre is alkalmas. Az ünnepélyes átadásra 2012. szeptember 30-án került sor.
2012 óta a zárhatóvá vált várat csak belépőjeggyel lehet látogatni. Cserében magyarázó táblák igazítanak el a hely sajátosságaiban, látványos kiállítás mutatja be a középkori várudvar nyüzsgő életét, hiteles módon kerültek bemutatásra a várakban nélkülözhetetlen tevékenységek. A mesterség-bemutatókon való részvételen kívül korabeli öltözékek felpróbálására is lehetőség adódik. A felvonóhíd működését naponta kétszer látványos ceremónia keretében mutatják be. A vár körüli sétaúton táblák mutatják be a táj sajátosságait. Sötétedés után a völgy felől díszvilágításban pompázik a vár.

## A vár szerkezete
A riolit(dácit)tufa sziklára épített, szabálytalan alaprajzú fellegvár két részre tagozódik: alsó- és felsővárra.

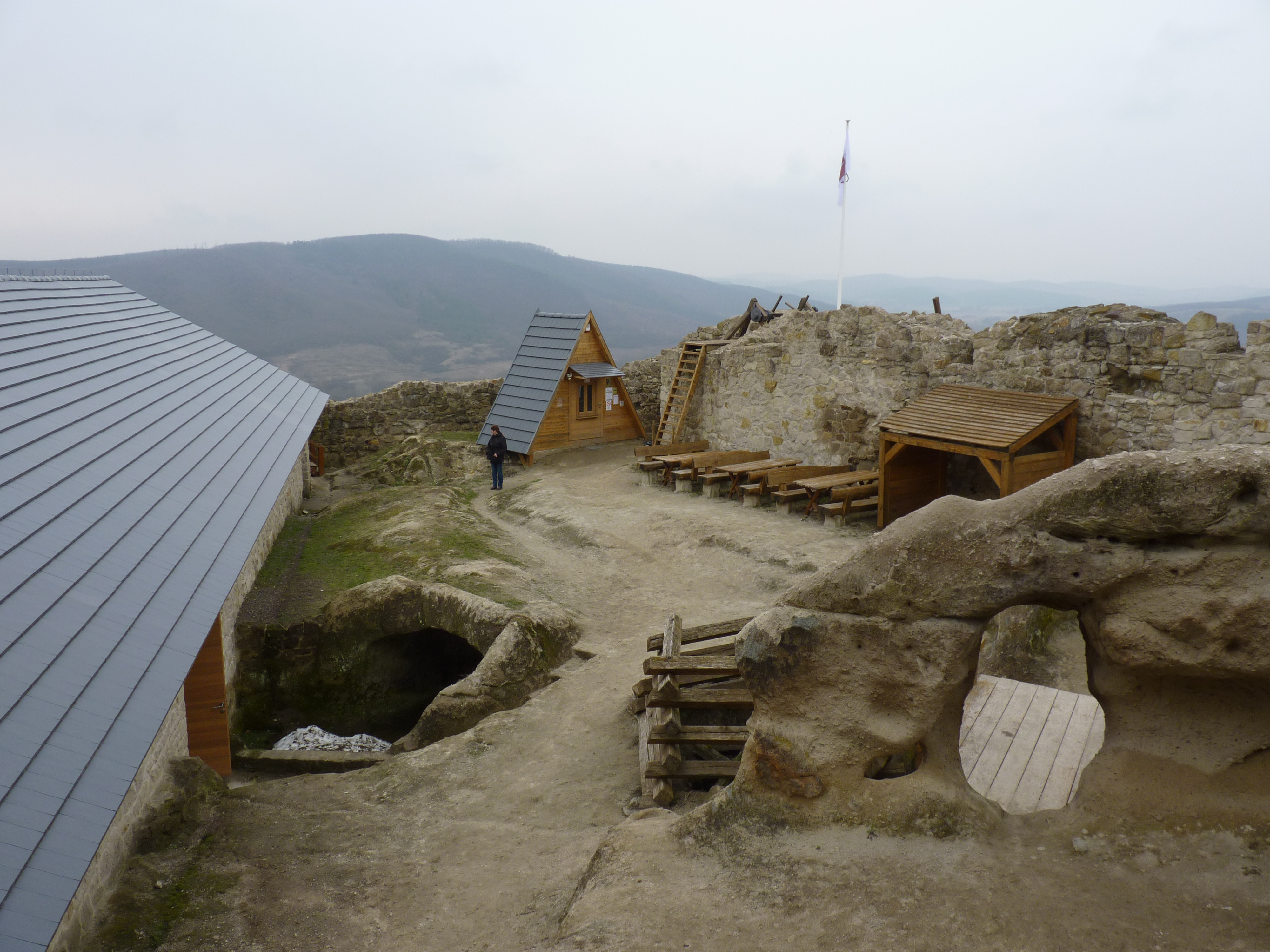
Az alsóvár látképe

### Az alsóvár
A vár legrégibb, legősibb területe, amely keletkezése óta számos átalakuláson ment át. Délnyugati és északkeleti sarkain egy-egy ötszög alakú ún. olaszbástya helyezkedik el. A falakat ágyúlőrésekkel tagolták. A déli bástya melletti falak átlag vastagsága 2,20-2,50 m vastag, míg az északié 3,30-3,50 m. A vár főbejárata az északi fal kiszögelésének védelmében helyezkedett el. A kapu előtt kettős farkasvermet tártak fel, mely alapján kiszerkeszthető az eredeti, ellensúlyos felvonóhíd szerkezete. A kapu felett Rómer Flóris feljegyzése szerint Országh Kristóf várépítési munkájára emlékező felirat volt látható.
Az alsóvár területén istálló céljaira használt épület maradványai fedezhetőek fel, amely részben a sziklába mélyesztve, részben falazással készült. Az északi részben vázas faszerkezetű épületek állhattak, amelyeknek a cölöprúd helyei ma is megtalálhatóak. A vár egyik érdekessége a bejárat mögött elhelyezkedő gabonatároló verem, amelynek felső beöntő nyílása és oldalsó ajtaja ma is jó felismerhető. A vár ivókútja/ciszternája jelenleg is látható. A feltárás még nem jutott el a fenekéig, így vízforrása még nem ismert, ahogy az a legenda sem, mi szerint a falából menekülő járat vezetett ki a várból.
Az alsóvárból a kb. 12-13 méterrel magasabban fekvő felsővárba egy sziklába vésett meredek, 10 méter hosszú, 2 méter széles gyalogút vezet. A felvezető lépcső alatt nagyméretű üreget alakítottak ki, feltehetően állattartási célra.

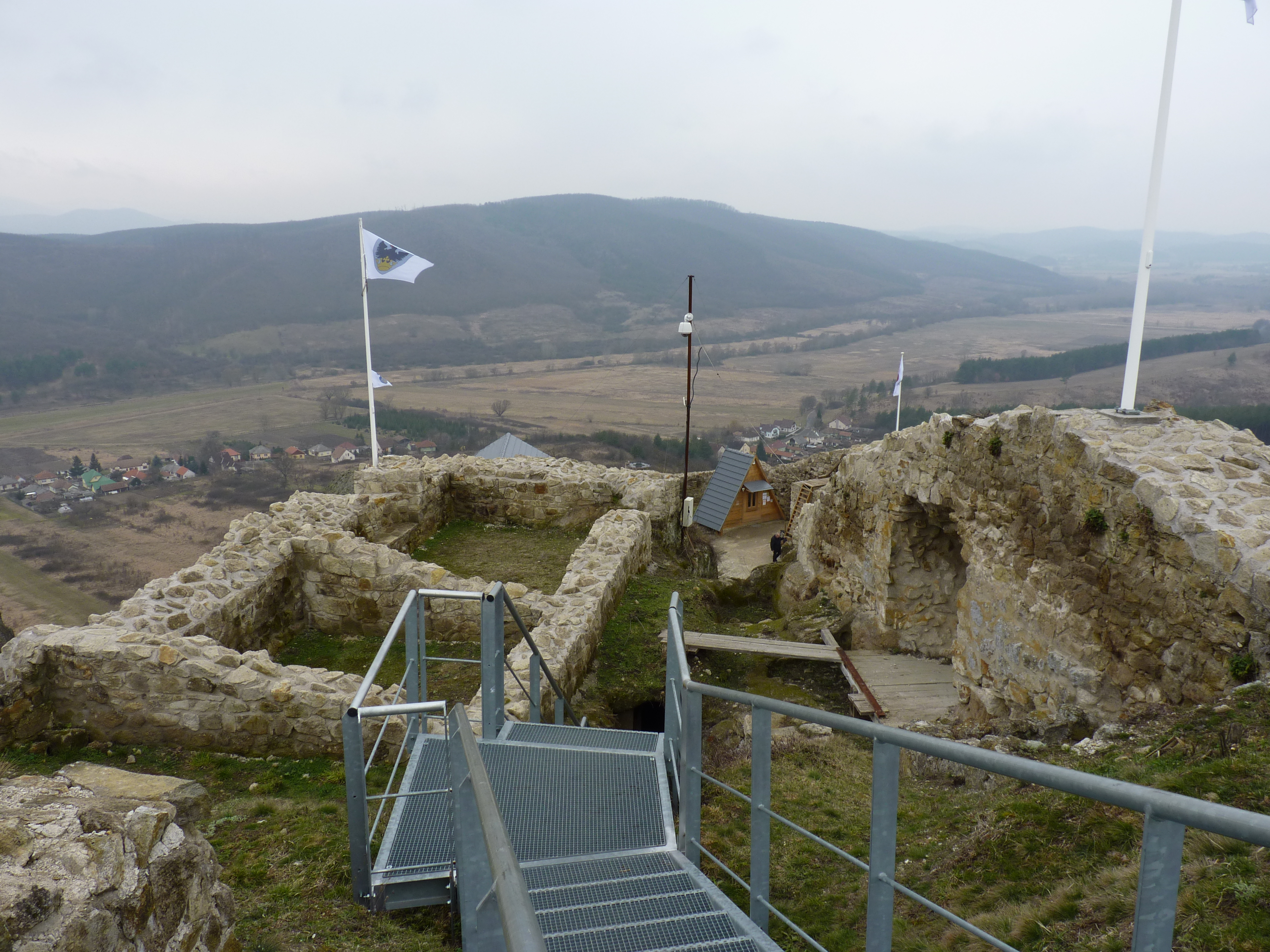
A felsővár

### Felsővár
A felsővárhoz vezető gyalogút három ágra szakad. A középső rész közvetlenül a felsővár nyugati részébe vezet, a két szélső út pedig a vár alatt körbehúzódó alagutat alkot, amely valószínű borospinceként szolgált. Egy függőleges járaton át lehetett felhúzni a hordókat és az ott tárolt egyéb terményeket. A pince keleti végében egy szintén feltáratlan lejtős járat mélyül a szikla alapzatba, mely a néphit szerint az egri várral kötötte össze az erősséget. A keleti pincefeljáró a felsővár „Mulatópalotának” hívott épületébe érkezik.

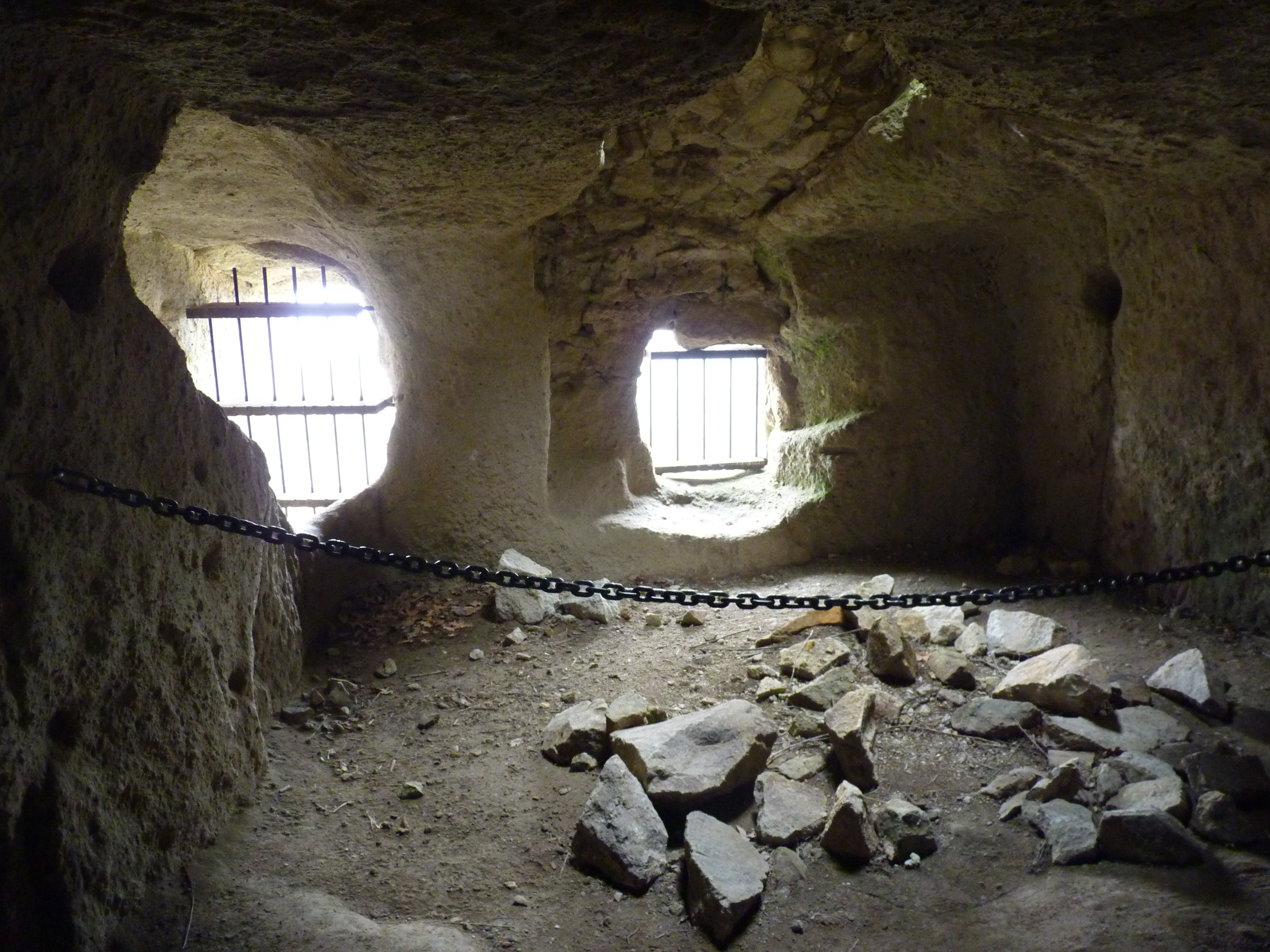
A kazamata-alagút részlete

A felsővár téglalap alaprajzú területének sarkait is 18x18 méteres, feltehetően több emelet magas bástyák védték, ágyúlőrésekkel. A délkeleti oldalon helyezkedik el a „Mulatópalota”, míg az északi falak alatt húzódik a vár legvadregényesebb része, a kazamata-alagút. A járatok zegzugosan behálózzák az északi sziklafalt, ablakokkal, kéményjáratokkal, ajtó- és rekesztőfal fészkekkel szabdalva. A figyelmes látogató még egy páncélinges vitéz rajzolatát is felfedezheti a lejárat aljában a falon. A felsővár várfalai átlag 1,5 m vastagok. A déli, falu felőli oldalon 25-30 méteres magasságot elérő meredek sziklafal is védte a várat a támadástól.
A várat az északkeleti oldalon külső sánc, és egy kb. 4 méter mély, 4-5 méter széles sziklába mélyesztett árok, falszoros is védelmezte.

## Közlekedés
A vár Sirok központjától északra van, a távolság légvonalban 900 méter, a szintkülönbség 100 méter. A várhoz vezető út ki van táblázva, de a kis méretű táblák könnyen elnézhetők.
A megközelítés útvonala gépjárművel: a Sirokon átvezető 24-es útról Pétervására felé indulva 370 méter után jobbra a Dózsa György utca, azon 140 méter után ismét jobbra a Temető utca, azon 150 méter után balra következik a parkolóhoz felvivő 500 méteres út. A vár nyitvatartási ideje alatt egy kisebb fülkében behajtási- és parkolódíjat szednek, fizetés után lehet a parkolóba beállni. Innen gyalog kell felmenni a várhoz. A távolság 500 méter, a szintkülönbség 50 méter.

## Turizmus
A vár csak a nyitvatartási időben látogatható, belépődíjat szednek. Az úgynevezett alsóvár rendbe van hozva és múzeum működik benne. A várat látványos ösvényen körül lehet járni. A bejárattól 400 méterre látható a Barát és az Apáca, két különleges sziklaalakzat, melyek turistaösvényen felkereshetők.
A vár lábánál halad el az Országos Kéktúra 22-es számú szakasza.